# Neomixis striatigula
Jeri-de-garganta-estriada ou jiji-estriado (Neomixis striatigula) é uma espécie de ave da família Cisticolidae.
É endémica de Madagáscar.
Os seus habitats naturais são: florestas secas tropicais ou subtropicais e florestas subtropicais ou tropicais húmidas de baixa altitude.